# أبنر سيلفر
أبنر سيلفر (بالإنجليزية: Abner Silver)‏ هو كاتب أغاني وملحن أمريكي، ولد في 28 ديسمبر 1899، وتوفي في 24 نوفمبر 1966 في نيويورك في الولايات المتحدة.

## وصلات خارجية
- أبنر سيلفر على موقع IMDb (الإنجليزية)
- أبنر سيلفر على موقع ميوزك برينز (الإنجليزية)
- أبنر سيلفر على موقع قاعدة بيانات برودواي على الإنترنت (الإنجليزية)
- أبنر سيلفر على موقع ديسكوغز (الإنجليزية)